# Disney Channel (Franciaország)
A Disney Channel (Franciaország) (Disney Canal France) francia változata az eredeti Disney Channelnek. Ez a csatorna 1997. március 22. óta vetíti a Disney által készült tinédzserfilmeket, sorozatokat. A csatorna 5-19 éves kor között ajánlott Franciaországban, a csatornán persze más adók műsorait is szívesen vetítik. A csatorna hangja Marianne Püliè.

## Műsorok
A csatornán a Disney Channelen való sorozatokat, filmeket szokták játszani, de a Disney XD, a Disney társadóiról és a mára már megszűnt Jetixről is válogatnak.
- Sok sikert, Charlie!
- Indul a risza!
- Zsenipalánták
- Jessie
- Austin és Ally
- Violetta
- Az eb és a web
- Liv és Maddie
- Nem én voltam!
- Mére et fille
- Rekkit Rabbit
- Phineas és Ferb
- Pindur pandúrok
- Pecatanya
- Rejtélyek városkája
- Mickey egér
- Wander, a galaktikus vándor
- Handy Manny
- Oso különleges ügynök
- Art Attack
- Dr. Plüssi
- Octonauts
- Jake és Sohaország kalózai
- Szófia hercegnő
- LoliRock
- Cloud 9
- Zapping Zone
- Hannah Montana
- Varázslók a Waverly helyből
- PrankStars
- Zack és Cody a fedélzeten
- Zack és Cody élete
- That’s So Raven
- Even Stevens
- The Emperor's New School
- Szünet
- Kim Possible
- Lilo és Stitch